# Lemon Pillar
'Lemon Pillar' est un cultivar de rosier grimpant obtenu en 1915 par le rosiériste anglais George Paul. Il est issu d'un croisement 'Frau Karl Druschki' (Lambert, 1901) x 'Maréchal Niel' (Pradel, 1864). Cette variété est toujours présente dans les catalogues internationaux grâce à la somptuosité de sa floraison et à la grosseur remarquable de ses fleurs.

## Description
Ce rosier vigoureux au port raide s'élève jusqu'à 4 mètres en moyenne, parfois plus. Il présente de grosses fleurs doubles (26-40 pétales) parfumées aux nuances ivoire et citron, de plus en plus claires au fur et à mesure. Les fleurs globuleuses et pleines sont parfaitement turbinées, puis la corolle s'épanouit en grande rosette de 10 cm de diamètre.
La floraison unique est abondante en juin-juillet, mais peut présenter une très légère remontée à la fin de l'été pour les sujets âgés. Il supporte la mi-ombre et la chaleur. Son feuillage est vert foncé et ses rameaux, épineux. Très rustique, il a besoin de peu de soins et supporte les hivers à -15°/-20° et les sols calcaires.
C'est toujours un grand succès au Royaume-Uni et Outre-Atlantique. Il couvre murs et treillis avec bonheur. Il est qualifié comme l'un des plus beaux rosiers grimpants du XXe siècle.